# IC 3174
IC 3174 ist eine Spiralgalaxie vom Hubble-Typ Sb im Sternbild Jungfrau auf der Ekliptik. Sie ist schätzungsweise 422 Millionen Lichtjahre von der Milchstraße entfernt.
Das Objekt wurde am 23. Februar 1900 von Arnold Schwassmann  entdeckt.